# Паола Вукоїчич
Паола Вукоїчич (ісп. Paola Vukojicic, 28 серпня 1974) — аргентинська хокеїстка на траві.
Срібна призерка Олімпійських Ігор 2000 року, бронзова призерка 2004, 2008 років.
Переможниця Панамериканських ігор 1999, 2007 років.
Переможниця Трофею чемпіонів 2001, 2008 років, срібна призерка 2002, 2007 років, бронзова призерка 2004 року.
Чемпіонка світу 2002 року.